# Fred Nardin
Frédéric „Fred“ Nardin (* 1987 in Saint-Remy, Département Haute-Saône, Bourgogne) ist ein französischer Jazzpianist, Organist, Komponist und Arrangeur.
Nardin begann bereits mit fünf Jahren Klavier zu spielen; mit zehn besuchte er das Conservatoire National in Chalon-sur-Saône, auf dem er zunächst eine klassische Musikausbildung erhielt, bevor er in die Jazz-Klasse wechselte und Komposition und Arrangement bei Sylvain Beuf studierte. Mit 18 Jahren erwarb er das Diplôme d’Études Musicales in Jazz. Ab 2013 arbeitete er mit der The Amazing Keystone Big Band, mit dem erste Aufnahmen entstanden (Pierre et le Loup et le Jazz), und dem Switch Trio (At Home!, 2015 & In Town, 2020, mit Samuel Hubert und Maxime Fougères). Mit dem Jon Boutellier Quartet und Cécile McLorin Salvant als Gastvokalistin, mit der er 2015 auf dem Jazzfest Berlin gastierte, legte er das Album Watts vor. 
Ferner wirkte er ab 2013 bei Aufnahmen von Sophie Alour, Véronique Hermann Sambin, Gaël Horellou (Roy, 2014 & Moral de Fer, 2016), Patricia Bonner, Jean-Philippe Scali und Hugo Lippi (Comfort Zone, 2019) mit. Außerdem war er als Orchesterleiter an dem Album Paris (2014) der Sängerin Zaz beteiligt. 2017 erhielt er den Prix Django Reinhardt.

## Diskographische Hinweise
- Look Ahead (2019)[4]
- Opening (2017)
- Watts (2016)